# Evodiella muelleri
Evodiella muelleri là một loài thực vật có hoa trong họ Cửu lý hương. Loài này được (Engl.) B.L.Linden mô tả khoa học đầu tiên năm 1959.